# ماهی ساده‌جامه دریایی
ماهی ساده‌جامه دریایی (نام علمی: Aplochiton marinus) نام یک گونه از سرده ساده‌جامه‌ها است.